# Хазелкорн, Роберт
Ро́берт Ха́зелкорн (англ. Robert Haselkorn; род. 1934, Бруклин, Нью-Йорк) — американский молекулярный биолог. Гуггенхаймский стипендиат (1975). Член Американской академии искусств и наук (1987), Национальной академии наук США (1991) и Американского философского общества (2014).

## Биография
Родился и вырос в Бруклине в семье Барни и Милдред Хазелкорн, потомков эмигрантов из Галисии и Литвы. Окончил бакалавриат Принстонский университет в 1956 году. Степень доктора философии получил в Гарвардском университете в 1959 году. В 1959—1961 годах проходил постдокторантуру в Кембриджском университете (Великобритания). С 1961 года преподаватель Чикагского университета, где ныне занимает должность профессора-эмерита, учреждённую в честь Фанни Притцкера (англ. Fanny L. Pritzker Professor Emeritus).

### Семья
Женился в 1957 году. Двое детей, внуки.